# Villanella
Villanella, villanesca (wł. villano - wieśniak, parobek) – w okresie renesansu typ wielogłosowej pieśni włoskiej, charakteryzujący się - w odróżnieniu od madrygału - prostą, homofoniczną fakturą oraz budową zwrotkową. Często wykazuje związki z muzyką ludową.
Wykształciła się w XVI wieku w Szkole neapolitańskiej (villanella alla Neapolitana). Kompozytorami piszącymi villanelle byli m.in. Adrian Willaert, Orlando di Lasso czy Ghinolfo Dattari.

## Literatura
- Mała encyklopedia muzyki, Stefan Śledziński (red. naczelny), PWN, Warszawa 1981, ISBN 83-01-00958-6